# 視極移
視極移（英語：Apparent polar wonder）（APW）是指，若視大陸為固定位置，地球古磁極相對於大陸的運動 。 視極移在現代的經緯度地圖上，一般被顯示為路徑圖。此圖是連接地磁極不同時間位置路綫圖。
實際上，此種極地的相對運動是真正的極地漂移加上大陸漂移兩者的組合
。 區分兩者則需要全球的數據。 磁極很少遠離地球的地理兩極。 而且，磁極傾向於遵循真正的極移。 因此，視極移的概念在板塊構造學中非常有用，因為它可以追溯大陸的相對運動，以及超大陸的形成和分裂

#### 歷史回顧
長期以來，人們就知道地磁場會隨著時間而變化，並且自 1800 年代以來，在不同的地方一直保存地磁方向和大小。 Creer 等人首先開發了繪製視極移的技術。 （1954 年），這是板塊構造理論被接受的重要一步。 從那時起，在該領域取得了許多發現，隨著理論和地心雙軸 (GAD) 模型的發展，視極移已得到更好的理解。 截至 2010 年，數據庫中記錄了超過 10,000 個古磁極資料.

#### 古磁極
古地磁研究目的在尋找個別大陸在不同時代的古磁極，然後將它們組合到視極移軌道中（APWP）。 根據地心雙軸 (GAD) 模型，古磁極的優點是在每個觀測地點應具有相同的古磁極值。  因此，它們可用於比較廣泛分離地區的古地磁。

#### 岩磁
岩石中的化石磁化是定位古磁極的關鍵。 在岩石形成時，岩石保持當時磁場的方向。 傾角（Im）和偏角的矢量（Dm）被保留，因此可以找到古磁極的古緯度（λp）和古經度（φp） 。

#### 阻擋溫度
古磁場被保存的原因是阻擋溫度（地質年代學中也稱為閉合溫度）的概念。 古磁場不會被比這溫度低的熱攪動而改變  。 因此，一些礦物能保存剩磁。 但如果溫度升高到這一點以上，古磁場就會被破壞。 理論上應該可以用同位素閉合溫度，來檢查岩石樣品是否可以使用 。

#### 軌跡
APWP軌跡代表板塊相對於古磁極的運動。由短而急轉的彎曲段連接成長而平緩的彎曲長綫。每個短綫段代表一個時間間隔内，一個移動板塊對恆定板塊的運動變化板塊的運動 。
這些線段可根據圍繞地磁歐拉極的旋轉來描述。兩個板之間的相對運動也可以根據此方法來描述。APWP 軌跡也可根據轉換斷層和洋脊方向來推斷，因為轉換斷層和洋脊分別平行和垂直於板塊運動的方向 。這種方式是利用海洋地球物理數據，重建過去 2 億年 (Ma) 的板塊運動。重建更老的板塊運動，必須使用其他方法，例如古磁極和地質觀測的擬合。
測量古磁極是一個複雜的過程，地質年代越老，不確定性的因素也越多。古磁極資料的可靠性多年來一直存在爭議。古磁極通常是從不同樣本的平均值來確定，這平均值化就能把的古磁場長期變化去除，而保持 GAD 的假設 。 這種數據處理是一大步，涉及大量統計計算以獲得有效的古磁極。
根據古磁極資料來確定一個大陸的移動歷史。會面對兩個主要問題：
（1）由於地磁反轉是隨機的，一個從岩石測出古地磁北極可能位於北半球或南半球。如果沒有其他佐證，就不可能知道古地磁北極的位置。尤其 300 Ma 之前。其他佐證變得越來越困難。 
（2）僅僅根據古磁軸不能確定古經度。這就是為什麼需要來自多個不同位置的數據的原因，但是也它降低了研究的自由度。然而，由於視極移路徑的保真度較高，其歐拉軸可約束古經度的估計。 許多古地磁研究的目標是在視極移路徑（APWP） 中，推算出不同大陸板塊的磁極，這是重建古地理的第一步。